# Sweet Holic
Singles de Natsumi Abe
Takaramono (par Sen)
(2005) The Stress
(2006)
 Sweet Holic  (スイートホリック) est le sixième single de Natsumi Abe, sorti le 12 avril 2006 au Japon sous le label hachama. Il atteint la 8e place du classement de l'Oricon, et reste classé pendant cinq semaines, se vendant à 17 087 exemplaires durant cette période. Il sort aussi au format "Single V" (DVD) contenant le clip vidéo une semaine plus tard, le 19 avril 2006.
La chanson-titre figurera sur le mini-album de la chanteuse, 25 ~Vingt-Cinq~ de 2007, ainsi que sur la compilation de ses singles, Abe Natsumi ~Best Selection~ de 2008. Son clip vidéo figurera aussi sur le DVD du Best Selection.

## Liste des titres
CD
1. Sweet Holic  (スイートホリック?)
2. I'm in Love
3. Sweet Holic (Instrumental) (スイートホリック...?)
4. I'm in Love (Instrumental)

Single V
1. Sweet Holic  (スイートホリック?) (clip vidéo)
2. Sweet Holic (Edit Ver.) (スイートホリック...?) (clip vidéo)
3. Sweet Holic (Sweet Ver.) (スイートホリック...?) (clip vidéo)
4. Making Eizo  (メイキング映像?) (making of)